# Jocoro FC
Jocoro Fútbol Club – salwadorski klub piłkarski z siedzibą w mieście Jocoro, w departamencie Morazán. Funkcjonował w latach 1991–2024. Domowe mecze rozgrywał na obiekcie Complejo Deportivo Tierra de Fuego.

## Osiągnięcia

### Krajowe
- Primera División

| zwycięstwo (0):     | –                  |
| drugie miejsce (2): | 2022 (A), 2023 (A) |

## Historia
Klub został założony w 1991 roku. Niebawem dołączył do rozgrywek drugiej ligi salwadorskiej. Na przełomie wieków zespół trzykrotnie (1998, 1999, 2001) brał udział w barażach o awans do najwyższej klasy rozgrywkowej, jednak za każdym razem nie udało mu się wywalczyć promocji. W 2015 roku Jocoro spadł do trzeciej ligi, aby już rok później powrócić na drugi szczebel.
W 2018 roku Jocoro osiągnął historyczny awans do pierwszej ligi salwadorskiej. W jesiennym sezonie Apertura 2022 drużyna zdobyła wicemistrzostwo Salwadoru. Wobec tego osiągnięcia (i przerwania sezonu Clausura 2023) zespół zakwalifikował się do swoich pierwszych międzynarodowych rozgrywek, Pucharu Ameryki Centralnej CONCACAF. Ogółem w najwyższej klasie rozgrywkowej klub występował w latach 2018–2024, zdobywając dwa tytuły wicemistrza kraju (Apertura 2022, Apertura 2023).
W lipcu 2024 ogłoszono, że ze względu na problemy finansowe Jocoro sprzedał swoją licencję drugoligowemu klubowi CD Titán. Ostatecznie Titán nie został dopuszczony przez Salwadorski Związek Piłki Nożnej do rozgrywek ze względu na niedopełnienie wymogów proceduralnych, zaś zespół Jocoro nie otrzymał licencji na grę w pierwszej lidze i zawiesił działalność.

### Rozgrywki międzynarodowe
| Sezon | Rozgrywki                          | Runda        | Klub               | Dom | Wyjazd | Ogólnie    |
| ----- | ---------------------------------- | ------------ | ------------------ | --- | ------ | ---------- |
| 2023  | Puchar Ameryki Centralnej CONCACAF | Faza grupowa | Cobán Imperial     | 1:4 | –      | 5. miejsce |
| 2023  | Puchar Ameryki Centralnej CONCACAF | Faza grupowa | Deportivo Saprissa | 0:4 | –      | 5. miejsce |
| 2023  | Puchar Ameryki Centralnej CONCACAF | Faza grupowa | Universitario      | –   | 1:4    | 5. miejsce |
| 2023  | Puchar Ameryki Centralnej CONCACAF | Faza grupowa | Cartaginés         | –   | 0:5    | 5. miejsce |